# パンダのこ
『パンダのこ』は、角光による日本の漫画作品。『週刊少年チャンピオン』（秋田書店刊）2012年33号から43号まで連載。その後、ページ数を増加し設定も一部変更して、同年45号から2013年41号までリニューアル連載された。

## 概要
作者、角光にとっては初連載となる作品である。
短期連載の開始直前には、上野動物園のパンダ「シンシン」が妊娠・出産、そして初回掲載誌発売前日にそのパンダの赤ちゃんが死亡するといった状況での連載開始となったため、タイミングの悪さが話題となった。

## 登場人物
佐々武乃仔（ささたけ のこ）
主人公。高校1年生の少女。幼少期にパンダを動物園で見たがきっかけでパンダを好きになり、毎日上野動物園のパンダ舎に通って絵日記をつけている。しかし、絵が極端に下手で、10年間パンダを描き続けても全く上達していない。人見知りと貧乳がコンプレックスだが料理上手。両親は健在だが、アパートで一人暮らしをしている。
中国から来日したパンダを出迎える際にパンダの赤ちゃんを拾い、飼うことになった。
愛愛（アイアイ）
パンダの赤ちゃん。中国から来日したパンダの輸送中に生まれ、輸送トラックの荷台から落ちて乃仔に拾われた。第3話で命名。
相相（シアンシアン）
中国から来日したパンダ。中国を出国前に妊娠の兆候が見られ、輸送中に気付かれない内に赤ちゃんを出産。しかし、肝心の赤ちゃんがこれまた気付かれないうちに荷台から落ちてしまったため、妊娠は想像妊娠だったとして処理された。
ウェイウェイ
上野動物園のジャイアントパンダ。来日して10年目のオスのパンダで、シアンシアンが中国から贈られてくるまで上野動物園で唯一のパンダだった。
大隈 優志（おおくま ゆうし）
乃仔の幼なじみで愛称は「ゆうくん」乃仔に恋心を抱いているが、空回りしている。乃仔が愛愛を育てていることを最初に知った人物。
御卯月りん（ごうづき りん）
上野動物園の飼育員。パンダが好きなことから飼育員になり、乃仔と仲良くなる。巨乳。
猫村アンナ（ねこむら アンナ）
乃仔のクラスメイト。姉御肌な人物。
山根みんこ（やまね みんこ）
乃仔のクラスメイト。成績は優秀。寡黙だが、幼なじみのアンナに対しては毒舌を吐きまくる。
ゆみこ、かずみ
りんの中学時代の同級生たち。美容師志望だったが、りんと再会した時には遊ぶことを楽しんでいる。
古藩田みるく（こはんだ みるく）
乃仔のクラスメートにして幼なじみ。金持ちの令嬢で、それゆえかプライドの高い性格だが、乃仔同様にパンダ好き。
尾上瞬（おがみ しゅん）
乃仔の同級生。無愛想な性格で校内では陸上部に所属。

## 単行本
- 角光 『パンダのこ』 秋田書店〈少年チャンピオン・コミックス〉、（実質的には）全1巻。
  1. 2013年4月8日発売 ISBN 978-4-253-20647-1[3]
- 1巻の売り上げが秋田書店側の予想を下回り、採算ラインに届かなかったことにより、2巻以降の単行本刊行が中止されてしまった。
- 2021年10月8日、新規エピソードを含む全3巻の電子書籍としての配信が決定した。